# Abarema commutata
Abarema commutata е вид растение от семейство Бобови (Fabaceae). Видът е незастрашен от изчезване.

## Разпространение
Разпространен е в Гвиана и Венецуела.